# Chrysso sulcata
Chrysso sulcata är en spindelart som först beskrevs av Eugen von Keyserling 1884.  Chrysso sulcata ingår i släktet Chrysso och familjen klotspindlar. Inga underarter finns listade i Catalogue of Life.